# 1634: Баварська криза
«1634: Баварська криза» (англ. 1634: The Bavarian Crisis) — роман в жанрі альтернативної історії серії «1632», написаний Вірджинією ДеМарс та Еріком Флінтом як продовження повісті Флінта «Гамбіт Валленштейна» та кількох оповідань ДеМарс в The Grantville Gazettes: «1634: Повстання барана» і «1634: Балтійська війна». Першу чернетку роману було завершено 2005 року, перед початком роботи над «Балтійською війною». Багато розділів цієї «ранньої чернетки» були доступні в Інтернеті, але остаточна версія була надрукована 1 жовтня 2007 року.

## Публікація
ДеМарс, яка написала Флінту вітання за його дослідження та правдоподібність, знайдену в романі «1632», незабаром приєдналася до нього як експертна співавторка і стала однією із постійних авторок серії «1632», канонічних Grantville Gazettes і ключовий член «Дослідницького комітету 1632 року», доктор історичних наук і міжнародна експертка, яка спеціалізується на європейській генеалогії. Її розповіді регулярно стосуються історичних соціальних та суспільних питань, як і можна було б очікувати, зважаючи на докторську дисертацію ДеМарс про німецьку селянську війну 1525 року та її діяльність як фахівця з європейської історії XVII століття.
«Баварська криза» була відкладена через затримку початку та завершення попередньої великої роботи в наборі, «Балтійської війни». Якби «Баварська криза» була опублікована першою, вона містила б спойлери для «1634: Балтійська війна». Оскільки вона починається одночасно з подіями, розкритими в цій книзі, та подіями «1634: Справа Галілея», а також «1634: Повстання баранів», загальний обсяг деталей сюжету (історичне полотно) у серії можна легко зрозуміти. Насправді більша частина оповіді в усіх чотирьох романах охоплює той самий період 1634 року, кінець зими — початок літа, хоча в «Справі Галілея» кілька перших розділів припадають на 1633 рік, оскільки фонові події в католицькій церкві та кабінетах Рішельє є важливими для розгортання сюжету.

## Короткий зміст сюжету
Ранні викриття детально описують махінації спадкоємиці Габсбургів, ерцгерцогині Марії Анни Австрійської (1610—1665) для збору інформації за допомогою та підбурювання тітки-вдови та її молодшої сестри за спинами її батька, імператора Священної Римської імперії Фердинанда II та його єзуїтських наглядачів. Герцог Максиміліан I, курфюрст Баварії, стає вдівцем і потребує відповідної католицької нареченої, тоді як кардинал-інфант Фердинанд, чиї війська до літа 1634 року відвоювали 80–85 % Нижніх країн, розмірковує про власний династичний крок, який дещо збентежить його брата, короля Іспанії Філіппа IV. Тим часом Вероніка Дрісон і Мері Сімпсон планують поїздку, щоб вирішити особисті справи до прикордонного регіону Верхнього Пфальцу, завойованого Густавом Адольфом Швеції та керованого для нього з Амберга союзником герцогом Ернстом Саксен-Готським, одним з чотирьох герцогів Веттінів, яких було витіснено в результаті дій Ґранвіля (утворення СШЄ) 1631 та 1632 років. Події інших романів 1634 року («1634: Справа Галілея», «1634: Повстання барана», «1634: Балтійська війна») інтегровані в дію та політичні події за лаштунками, і ця книга пов'язує безліч маленьких дивацтв у цілісне полотно, яке відтворює стан Європи на початку літа 1634 року.
Паралельно зі своїми домашніми проєктами грізні жінки Дрісон і Сімпсон супроводжують торгову делегацію зі стратегічною метою відновити виробництво заліза у Верхньому Пфальці для забезпечення воєнних потреб СШЄ.

## Історичні особи
- Ерцгерцогиня Марія Анна Австрійська
- Герцог Максиміліан I, курфюрст Баварії
- Кардинал-інфант Фердинанд
- Герцог Ернест Саксен-Готський
- Герцог Бернхард Саксен-Веймарський
- Генерал Йохан Банер

## Літературне значення та відгуки
Publishers Weekly дає позитивну рецензію, вважаючи, що це «складна, але цілісна історія», що «освіжає читання про альтернативну історію і не залежить від зіткнення анахронічної зброї, а скоріше від того, наскільки сучасні ідеї прав людини, освіти, санітарії та права могли б вплинути на Європу 30-річної війни». Рецензент SFRevu написав, що це не «окремий роман» і що попереднє прочитання інших книг серії «зробить деякі внутрішні жарти та заплутану політику більш зрозумілими». The Midwest Book Review стверджує, що «сюжетна лінія розвивається швидко, але містить більш серйозний тон, ніж у попередніх книгах».
«1634: Баварська криза» стала третьою книгою із серії «1632» року, яка увійшла до списку бестселерів «Нью-Йорк Таймс» серед художньої літератури в твердій обкладинці. У жовтні 2007 року ця книга протягом одного тижня перебувала в списку NY Times, досягнувши 29 позиції.
«1634: Баварська криза» була внесена до списку бестселерів журналу Locus у твердій обкладинці за один місяць у 2008 році під номером 8.